# Rudy Bruder
René „Rudy“ Bruder (* 15. Juni 1914 in Brüssel; † nach 1956) war ein belgischer Jazzpianist, der sich auch als Boogie-Woogie-Spezialist hervortat.

## Leben und Wirken
Bruder besuchte als Kind Abendkurse in Musik- und Harmonielehre; in den folgenden Jahren hatte er klassischen Klavierunterricht. Mit 17 Jahren entdeckte er den Jazz durch die Schallplatten von Louis Armstrong und Red Nichols; darauf begann er in der Band seines Vaters Pierre Bruder und im Amateur-Orchester von Jimmy Turner zu spielen. Mit 18 Jahren fing er an, als professioneller Musiker zu in Clubs in Brüssel und Antwerpen zu arbeiten, darunter im Orchester von Sim Goudy.
Zwischen 1936 und 1938 gehörte Bruder der Bigband von Jean Omer an, die ein Engagement im Brüsseler Club Bœuf sur le Toit hatte und mit dem 1937 erste Aufnahmen entstanden (Someday Sweetheart). Bruder war auch an deren Auftritten mit Benny Carter und Coleman Hawkins beteiligt. Ab 1939 arbeitete er mit Gus Deloof (Whispering, 1940), Jack Kluger (alias Jay Clever and His Swing Orchestra) und im Hot Trio von Jean Robert (mit Jeff De Boeck), in Berlin im Tanz-Orchester Meg Tevelian (Serenade am Abend).  Mit Robert arbeitete er 1941–1942 auch in der Schweiz.
Unter eigenem Namen spielte Bruder 1942 in Brüssel für Decca die Titel Decca Blues und It Don’t Mean a Thing (If It Ain’t Got That Swing) auf. Weitere Aufnahmen Bruders (darunter ein Gershwin-Medley) folgten 1945 im Quartettbesetzung (Leon Podoum Demol, Gitarre, Roger Desimpel, Bass und John Kluger, Schlagzeug; Beat Me Daddy Eight to the Bar) für das Label Victory. Nach der Befreiung arbeitete er weiterhin auch mit Gus Deloof (mit dem er im Brüsseler Victory Club auftrat), als Solist zu hören in Titeln wie Take the “A” Train, Liberation Blues und Gossack Patrol (Victory #9023).
Im Bereich des Jazz war er zwischen 1937 und 1946 an 27 Aufnahmesessions beteiligt, zuletzt bei Deloof (1945/46) und 1946 noch bei Max Geldray.
1947 gehört er einer Combo um Herman Sandy und Toots Thielemans an. 1953 trat er in Antwerpener Clubs auf; 1956 tourte er noch mit Bobby Naret in Zaïre, um sich danach aus der Musikszene zurückzuziehen.

## Lexikalische Einträge
- Émile Henceval: Dictionnaire du jazz à Bruxelles et en Wallonie. Liège: Pierre Mardaga, 1991.
- Robert Pernet, Rudy Bruder. In: Barry Kernfeld The New Grove Dictionary of Jazz. Oxford 2002 (2. Auflage).